# Вибори на окупованій території Запорізької області

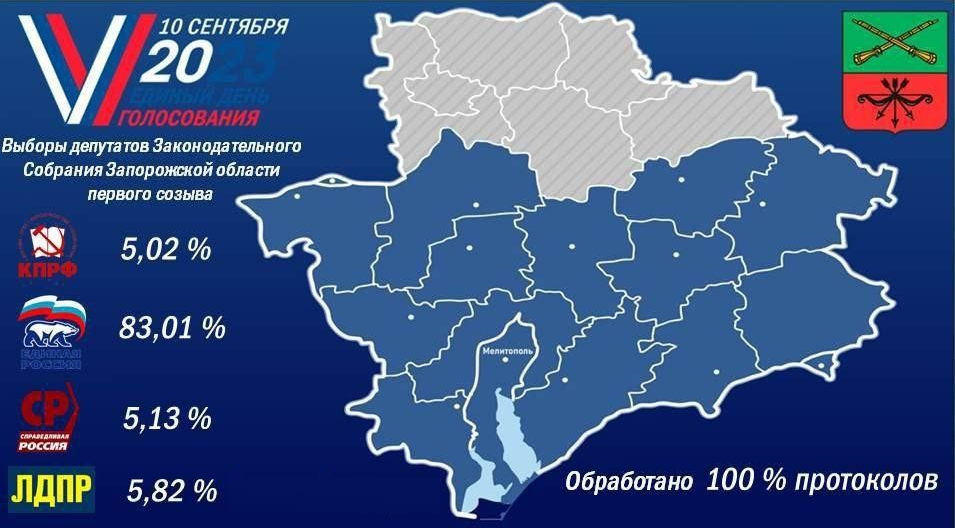
Мапа псевдовиборів, опублікована Володимиром Роговим.

В 2023 році російська окупаційна влада Запорізької області провела вибори до Законодавчих зборів Запорізької області (рос. Законодательное собрание Запорожской области). Вони відбулись 8–10 вересня, їх не визнали ні Україна, ні ЄС чи США. Депутатів було обрано на всі 40 місць. У Запорізькій області під російською окупацією це перші парламентські вибори. Також, усі 8 днів до початку йшло дострокове голосування, а з 8 по 10 вересня вівся «подомовий обхід виборців».
Росією окуповано 80% територій Запорізької області, без міста Запоріжжя. На цих виборах губернатори, що призначені Путіним зіштовхнулись лише з номінальною опозицією. Британська розвідка повідомила, що у списках відсутні незалежні кандидати.
Українськими правоохоронцями дії російських громадян було кваліфіковано як змову з метою посягання на територіальну цілісність і недоторканність України, в той час, як українських — один із проявів колабораціоністської діяльності. Голосувати можуть люди як з паспортом РФ, так і України.

## Виборча система
Відповідно до запропонованих законів про вибори, Законодавчі збори обиратимуться строком на п’ять років за пропорційною системою представництва за партійними списками з 5% виборчим бар'єром. Місця розподілятимуться за квотою Імперіалі, зміненою таким чином, щоб кожен партійний список, який подолає прохідний бар’єр, отримав принаймні 1 мандат. На відміну від більшості регіональних виборів у Росії, партійні списки в Запорізькій області не будуть розділені між територіальними групами, оскільки російська влада контролює лише частину заявленої території.

## Кандидати
Для реєстрації регіональних списків кандидатів партіям необхідно зібрати 0,5% підписів усіх зареєстрованих виборців Запорізької області.
Через відсутність у республіці муніципальних представницьких органів лише федеральні парламентські партії були звільнені від необхідності збору підписів:
- Єдина Росія
- Комуністична партія Російської Федерації
- Справедлива Росія — Патріоти — За правду
- Ліберально-демократична партія Росії
- Нові люди

| № | Партія            | Загальнообласний список                                                                  | Кандидати | Статус        |
| - | ----------------- | ---------------------------------------------------------------------------------------- | --------- | ------------- |
| 1 | КПРФ              | Олег Слюсаренко • Ірина Деркач • В’ячеслав Кузнєцов • Сергій Генов • Олександр Боровков  | 58        | Зареєстровані |
| 2 | Єдина Росія       | Євген Балицький • Галина Данильченко • Володимир Рогов • Сергій Толмачов • Дмитро Ворона | 60        | Зареєстровані |
| 3 | Справедлива Росія | Юрій Оніщук • Василь Міщенко • Володимир Твердохлєб • Ірина Оніщук • Ольга Нестеренко    | 51        | Зареєстровані |
| 4 | ЛДПР              | Леонід Слуцький • Катерина Уманець • Микита Бусел • Кирило Перов • Олександр Фалько      | 49        | Зареєстровані |

Згідно з аналітикою ГО «Чесно», всього у списках 220 кандидатів, з них:
| % українців у виборчому списку | Партія            |
| ------------------------------ | ----------------- |
| 95                             | КПРФ              |
| 87                             | Справедлива Росія |
| 72                             | Єдина Росія       |
| 50                             | ЛДПР              |

| %  | Статус працевлаштування                |
| -- | -------------------------------------- |
| 25 | Працівники підприємств                 |
| 24 | Представники органів окупаційної влади |
| 20 | Безробітні                             |
| 13 | Медики та освітяни                     |
| 6  | Фізичні особи-підриємці                |
| 3  | Пенсіонери                             |
| 8  | Інші                                   |

## Голосування

### Дострокове
2 вересня, згідно із повідомленням російських ЗМІ, жителі села Роботине «проголосували на дому».
Загальна явка на достроковому голосуванні, за даними «голови ЦВК Запорізької області» Галини Катющенко, склала 28,16%. Водночас точна кількість людей не розголошується, інформація надається лише у відсотках.

### Заплановане
З 8 по 9 вересня буде проводитись «подомивий обхід виборців».
10 вересня нелегітимна «ЦВК Запорізької області» оголосила, що загальна явка склала 68,11%.

## Опитування
Опитування проводилися лише державним центром ВЦВГД (рос. ВЦИОМ):
| Дата проведення польових робіт | Опитувальна фірма | ЄР  | ЛДПР | СР-П-ЗП | КПРФ | НЛ | Інші партії |
| ------------------------------ | ----------------- | --- | ---- | ------- | ---- | -- | ----------- |
| Дата проведення польових робіт | Опитувальна фірма |     |      |         |      |    | Інші партії |
| 1–2 серпня 2023                | ВЦВГД             | 89% | 4%   | 3%      | 3%   | 1% | 0%          |

## Результати
10 вересня, 2 годинами пізніше закриття «виборчих дільниць» Володимир Рогов оголосив результати:
| % голосів | Партія              | К-сть | Кандидати, що пройшли до Законодавчих зборів |
| --------- | ------------------- | ----- | --- |
| 83,01     | «Єдина Росія»       | 34    | Балицький Євген Віталійович, Данильченко Галина Вікторівна, Рогов Володимир Валерійович, Толмачов Сергій Олександрович, Ворона Дмитро Миколайович, Карчаа Р. І., Нестеров О. Ю., Сауленко О. Ф., Сєновоз Е. М., Зубарєв М. Ю., Мусенко П. О., Андрос М. В., Романіченко М. О., Тюрін К.В., Стельмаченко В.А., Шарлай О.В., Пастушенко Н.М., Єпіфанов В.А., Ковдря О.В., Кичигін О.М., Ярчук О.В., Ємельяненко В.О., Степанюк Є.І., Алепов А.Є., Ковганка А.А., Стариков Р.Г., Бідняк В.В., Давно О.С., Баршин Р.Ю., Попов М.М., Дашунін О.П., Трокай О.А., Сушков Р.М., Параскан К.М. |
| 5,82      | ЛДПР                | 2     | Слуцький Леонід Едуардович, Уманець Катерина Леонідівна |
| 5,13      | «Справедлива Росія» | 2     | Онищук Юрій Петрович, Міщенко Василь Арсенійович |
| 5,02      | КПРФ                | 2     | Слюсаренко Олег Олександрович, Кузнєцов В'ячеслав Валерійович. |

## Реакція
Європейський Союз: офіційний представник зовнішньополітичної служби ЄС Петер Стано засудив вибори, підкреслюючи їхню незаконність.
 США: Держсекретар Ентоні Блінкен зауважив на порушенні Статуту ООН та нелегітимності виборів.
 Росія: Представники «виборчих комісій» заявляють про успішний хід виборів.
Загальноросійський громадський рух на захист прав виборців «Голос» (визнаний урядом іноагентом) заявив, що вибори цього року не можна буде назвати рівними та вільними в жодному з регіонів Росії.
 Україна: 9 вересня Верховна Рада України  ухвалила постанову, яка засуджує вибори. Також там викладено звернення до парламентів та урядів іноземних держав, міжнародних організацій та їх парламентських асамблей закликає до підтримки України, невизнання фіктивних виборів, сприянню у кримінальному переслідуванні порушників.
7 липня ЦВК України ухвалили постанову де зауважувалось на нелегітимності дій РФ.
Мелітопольський міський голова Іван Федоров заявив, що колаборанти, які ходять з урнами для голосування радять віддати голос за «Єдину Росію». Також, що дома обходять групи у складі щонайменше 2 озброєні особи. Окрім того, він сказав, що тих, хто відмовляється голосувати можуть викликати на допит або кинути «на підвал».
Професор політології НАУКМА Олексій Гарань прокоментував, що Женевські конвенції, у яких Росія формально бере участь, забороняють проведення будь-яких виборів агресором на окупованих територіях.
 Окупована Росією частина Запорізької області: Телеграм-канал «Бердянська партизанська армія» опублікував скриншот, де під фото з бюлетенем, на якому написано «Чекаємо на ЗСУ» стоїть злісний коментар про те, що «виборчі комісії не хочуть відкривати урни, для того, щоб прибрати це неподобство».

## Виноски
1. ↑  До цього, люди Запорізької області обирали депутатів у Верховну Раду України
2. ↑  Раніше, був призначений окупаційною владою на посаду голови Водоканалу
3. ↑  Кандидатів, що пройшли до Законодавчих зборів